# 화웨이 어센드 P7

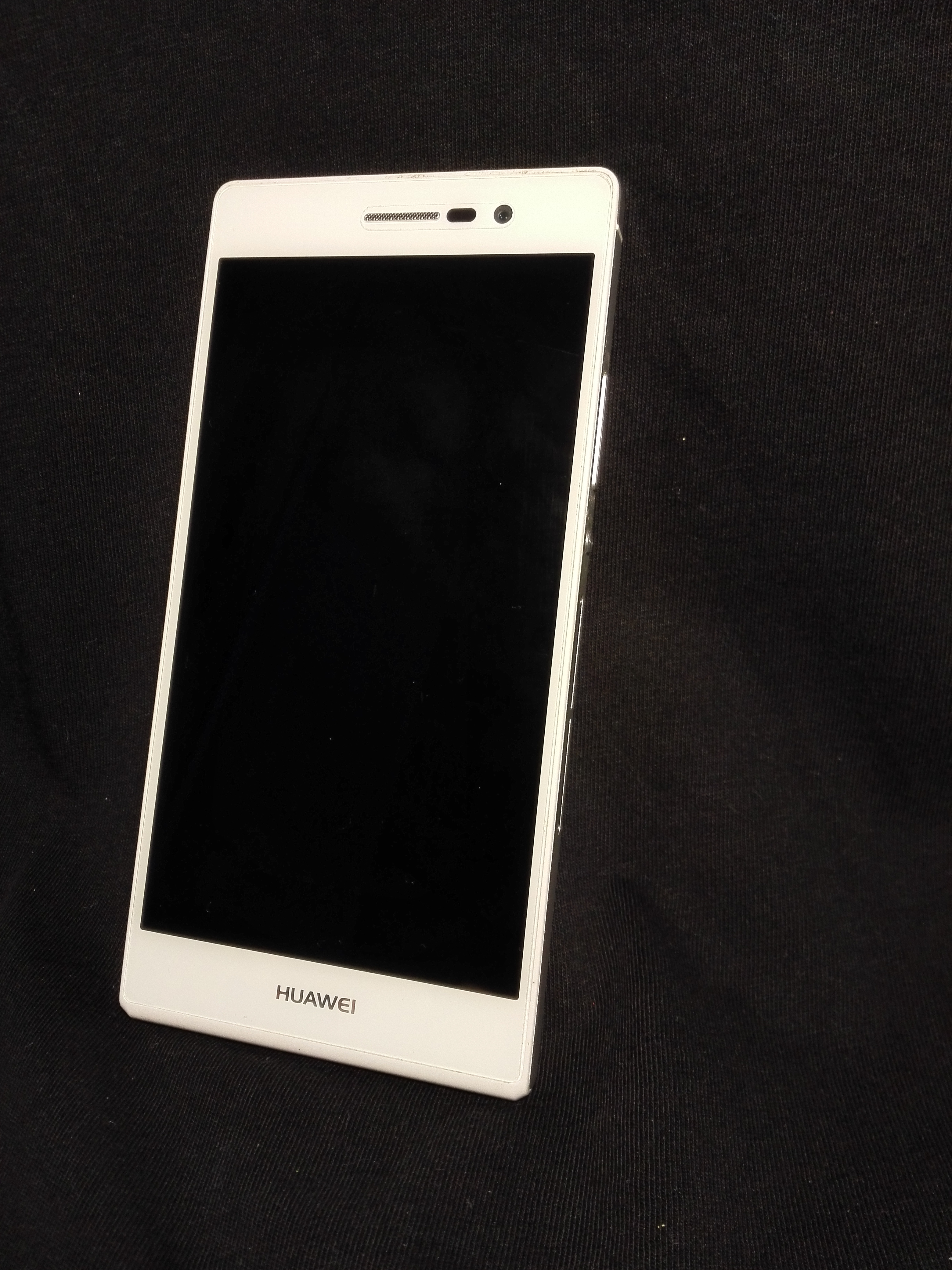

화웨이 어센드 P7(Huawei Ascend P7) 또는 화웨이 P7(Huawei P7)은 안드로이드 (운영체제) 운영 체제를 실행하는 화웨이의 고급 스마트폰이다. 2014년 5월에 발표되어 2014년 6월에 출시되었다. 대부분의 비평가가 얇은 유리 구조, 우수한 전면 카메라 품질, 느린 프로세서를 지적하면서 엇갈린 평가에서 긍정적인 평가까지 받았다.

## 사양
화웨이 어센드 P7은 GSM, HSPA 및 LTE (전기통신) 네트워킹을 지원한다. 1080p 해상도의 5인치 IPS 디스플레이를 사용한다. Mali-450 그래픽이 있는 하이실리콘 기린(Kirin) 910T 쿼드코어 1.8GHz Cortex-A9 CPU를 사용한다. 2GB RAM과 16GB 스토리지가 포함되어 있으며 최대 64GB까지 microSD 카드로 확장할 수 있다. 자동 초점과 1080p 비디오 녹화를 지원하는 LED 플래시가 있는 13MP 후면 카메라와 8MP 전면 카메라가 특징이다. Wi-Fi Direct, DLNA 및 핫스팟 기능이 있는 듀얼 밴드 802.11 a/b/g/n Wi-Fi 통신, A2DP 및 Low-Energy(LE) 모드가 있는 블루투스 4.0, A-GPS 및 GLONASS가 있는 GPS, 근거리 무선 통신 및 FM 라디오를 지원한다. 최대 422시간의 3G 대기 시간, 22시간의 2G 통화 시간 및 14시간의 3G 통화 시간을 지원하는 비탈착식 리튬 폴리머 2500mAh 배터리를 사용한다.

## 소프트웨어 지원
안드로이드 롤리팝(5.1)로 업그레이드가 가능하며 최신 보안 업데이트는 2017년 8월에 출시되었다.